# Ramón Berenguer IV de Provenza
Ramón Berenguer IV de Provenza (c. 1158 - Murviel, Montpellier, 5 de abril de 1181), Pedro de Aragón hasta 1173, gobernó el condado de Provenza, al servicio de Alfonso II de Aragón, su hermano mayor, entre ese año y su muerte.
Segundogénito de Ramón Berenguer IV de Barcelona y Petronila de Aragón, en el testamento de su padre se menciona a Ramón Berenguer bajo el nombre de «Pedro». Se establece asimismo que, si muriere Alfonso II sin descendencia, su hermano le sucediese en el reino de Aragón.
En las adveraciones testamentarias de 1162 oídas a su padre en su lecho de muerte, Ramón Berenguer IV de Barcelona, se le declaraba heredero del condado de Cerdaña, la señoría de Carcasona y los derechos sobre Narbona, pero en realidad no llegó a gobernar nunca estos territorios. En 1168 el consejo de regencia establecido durante la minoría de edad de Alfonso II de Aragón encomendó, tras la muerte en 1166 de Ramón Berenguer III de Provenza, el gobierno sobre el condado de Cerdeña a su hermano Sancho de Aragón. De ahí que aparezca en ocasiones como Pedro I de Cerdaña entre 1162 y 1168, aunque en este periodo Pedro de Aragón tenía entre cuatro y ocho años.
Desde 1166, gracias al trabajo diplomático y bélico del consejo regencia de Alfonso II, que combatió las aspiraciones del Condado de Tolosa, el rey de Aragón fue reconocido por los señores de Millars (Millars), Rodez (Hugo) y otros de la zona como su señor y conde de Provenza (título que alterna en la documentación con duque de Provenza y marqués de Provenza desde 1166 o quizá algo antes). Se infeudaron, asimismo, al rey de Aragón los magnates Bernardo de Aton, vizconde de Nimes, Raimundo Trencavel, vizconde de Beziers y de Carcasona y seguidamente su hijo, Roger Trencavel, a la muerte en 1167 de su progenitor.
En 1173 su hermano Alfonso II alcanza la mayoría de edad a los dieciséis años al casarse con Sancha de Castilla. En ese año le confió a su hermano Pedro, un año menor, el condado de Provenza, que rigió con el nombre de Ramón Berenguer «para gobernarle bajo sus órdenes, a su servicio y bajo su fidelidad, devolviéndoselo siempre y cuando fuese para ello requerido [...] con el poder y autoridad, cuando se hallase personalmente en el país, de mandar absolutamente como señor». En 1176 participó con su hermano Sancho en la conquista de Niza.
Fue asesinado el 5 de abril de 1181 por los hombres de Ademar de Murviel en la guerra que enfrentaba a los señores del Languedoc y la Corona de Aragón con el conde de Tolosa.
A su muerte, Alfonso II puso en manos de su hermano Sancho de Aragón, conde de Cerdaña, el condado de Provenza.
| Predecesor: Alfonso II de Aragón | Conde de Provenza (en nombre del rey de Aragón, su hermano) 1173 - 1181 | Sucesor: Sancho I de Cerdaña |